# Iampil (oblast de Khmelnytskyï)
Pour les articles homonymes, voir Yampil.
Iampil (en ukrainien : Ямпіль) ou Yampol (en russe : Ямполь ; en yiddish : יאמפאלא) est une commune urbaine de l'oblast de Khmelnytskyï, en Ukraine, dans le raïon de Bilohir'ia. Elle est située sur la rivière Horyn, à 80 km au nord-ouest de Khmelnytskyï. Elle compte 1 709 habitants en 2023.

## Histoire
Iampil a été fondée en 1535 et reçut des privilèges urbains (droit de Magdebourg) en 1569. Elle a le statut de commune urbaine depuis 1938. Les armoiries et le gonfalon modernes de Iampil furent adoptés en 2004. L'élément central est la tour blanche de Tyhomel, dont des vestiges subsistent, et qui rappelle les origines de la localité. Les couleurs évoquent la position de Iampil sur la rivière Horyn et les quatre étoiles symbolisent les villages subordonnés de Didkivtsi, Lepessivka, Noryliv et Pan'kivtsi. Enfin la lettre « Я » fait référence au fondateur de Iampil : Yanych Vilens'kyï.